# ویلیام بورگس
ویلیام بورگس (انگلیسی: William Burges؛ ۲ دسامبر ۱۸۲۷ – ۲۰ آوریل ۱۸۸۱) معمار اهل بریتانیا بود.